# The Solitary Life of Cranes
The Solitary Life of Cranes is een korte Britse stadssymfonie uit 2008 geregisseerd door Eva Weber in opdracht van Channel 4.

## Plot
De film vertelt over het leven in Londen vanuit de hijskranen die boven de stad uitsteken. Aan de hand van verschillende gesprekken met hijskraanbestuurders in combinatie met beelden van de stad vanuit de hijskraan ervaart de kijker hoe zij dagelijks hun leven doorbrengen.